# Perseus
Perseus (Per), o herói Perseu, é uma constelação do hemisfério celestial norte. O genitivo, usado para formar nomes de estrelas, é Persei.
As estrelas mais brilhantes desta constelação são: Mirphak (Alfa de Perseu) de magnitude aparente 1,75, Algol (Beta de Perseu) de magnitude aparente 2,05 e Gorgonea Tertia (Gama de Perseu) de magnitude aparente 3,30.
A estrela Algol, cujo nome tem origem no vocabulário árabe e se pronuncia al-gul, é também conhecida por estrela do diabo. É uma estrela muito interessante por variar de brilho de forma muito regular: o ciclo demora exactamente 2 dias, 20 horas e 49 minutos mas, mesmo assim, mantém-se visível a olho nu. É também a estrela desta constelação que está mais próxima da Terra, a 89,22 anos-luz.
As constelações vizinhas são Camelopardalis, Cassiopeia, Andromeda, Triangulum, Aries, Taurus e Auriga.